# 雅克·貝潘

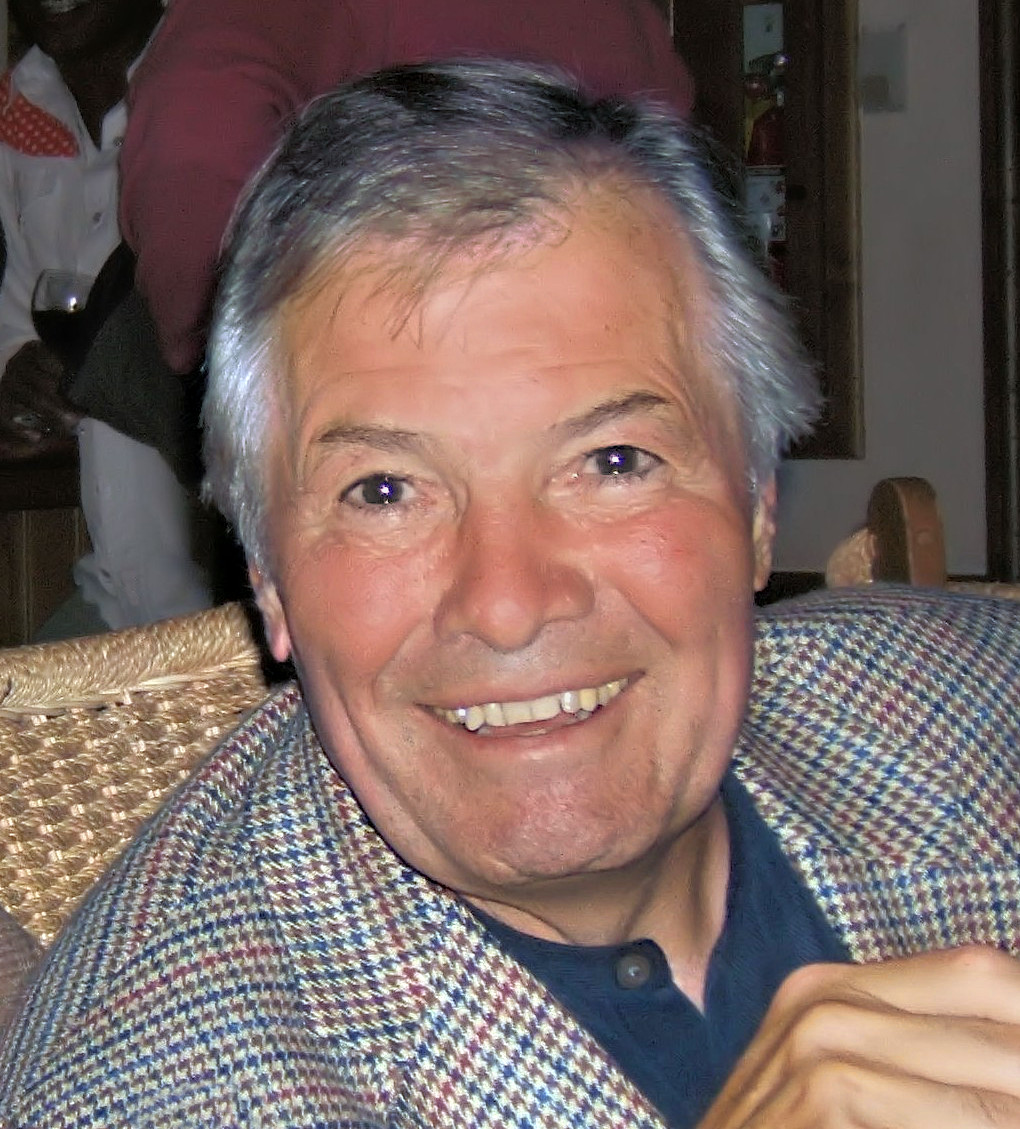
雅克·貝潘

雅克·貝潘或雅克·丕平（法語：Jacques Pépin，1935年12月18日—），出生於法國安省的佈雷斯地區布爾格，是美國的知名廚師。